# Achatinella pulcherrima
Achatinella pulcherrima là một loài ốc đất cực kỳ nguy cấp trong họ Achatinellidae. Đây là loài đặc hữu của Hoa Kỳ.
Henry Augustus Pilsbry xem loài này là một phân loài của Achatinella byronii..